# José Adécio Costa
José Adécio Costa, mais conhecido como José Adécio (Pedro Avelino, 21 de setembro de 1941) é um político brasileiro. Foi prefeito de Pedro Avelino (1977–1983). Exerce seu oitavo mandato de deputado estadual. 

## Biografia
Em 1972, começou sua carreira política, pela ARENA, quando estava se cursando em Engenharia Civil.
Em 1973, foi secretário de Obras e Urbanismo na Prefeitura de Pedro Avelino.
Em 1976, foi eleito prefeito de Pedro Avelino.
Em 1986, foi eleito deputado estadual, pelo PFL.
Em 1990, foi reeleito deputado estadual.
Sempre reeleito em 1994, 1998, 2002, 2006, 2010 e 2014, deputado estadual.
Foi filiado à ARENA, depois PDS, PFL, e agora no DEM. Adécio coordenou a Campanha de Aécio Neves, junto com José Agripino Maia, sempre oposto ao PT.